# Archivo de Televisión Estadounidense
El Archivo de Televisión americana es una división de la Academia sin ánimo de lucro de la Fundación de Ciencias & de Artes Televisiva que realiza entrevistas sobre películas a personas notables de todos los aspectos de la industria televisiva.
El Archivo de Televisión americana ha entrevistado a 850 pioneros televisivos y ha publicado sobre 500 entrevista con vídeo grabaciones en línea. Su meta es ser el archivo más grande y más detallado sobre la historia de la televisión en el mundo. Los temas del archivo incluyen todas las profesiones que existen dentro de la industria televisiva. Los ejemplos incluyen: actores como Alan Alda, Ossie Davis, Michael J. Fox, James Garner, Mary Tyler Moore, William Shatner, y Dick Van Dyke; productores como Norman Lear, Carl Reiner, Chris Carter, Steven Bochco, Phil Rosenthal, Sherwood Schwartz, Fred Rogers y Dick Lobo; newscasters Walter Cronkite, Ed Bradley, Bob Schieffer y David Brinkley; ejecutivos Fred Silverman, Sumner Redstone, Leslie Moonves, Robert Johnson, Kay Koplovitz, Frank Stanton y Ted Turner; diseñadores de vestuario como Bob Mackie y Nolan Miller; coreógrafos Tony Charmoli y Cyd Charisse; escritores Roy Huggins, Tad Mosel, Sidney Sheldon, Abby Mann y Ann Marcus.

## Historia
Motivado por la fundación del Shoah de Steven Spielberg, el cual tiene grabaciones de testimonios de supervivientes de Holocausto, Dean Valentine ( presidente de Disney Televisión y UPN ) estuvo inspirado para crear un proyecto similar para televisión.  Valentine desarrolló y presentó una propuesta a la Academia de televisión, aquel entonces presidía Richard H. Frank y Thomas W. Sarnoff como presidente de la Academia de las Ciencias y Artes Televisivas. La creación del archivo de televisión estadounidense era co-fundado y producido por Michael Rosen y por James Loper, el Director Ejecutivo de la Academia de Ciencias de Artes & Televisivas de 1984 hasta que 1999.
A principios de 1996, el Archivo de Televisión estadounidense completó sus primeras seis entrevistas como parte de su etapa piloto. Las seis iniciales entrevistas eran con Leonard Goldenson, fundador de ABC, Dick Smith, primer artista de maquillaje de la televisión; Elma Farnsworth, la viuda y ayudante de laboratorio del inventor de la televisión Philo Farnsworth; Ethel Winant, de casting ejecutivo; Sheldon Leonard, creador y director; y el comediante Milton Berle. La Academia de Ciencias y Artes Televisivas lanzó oficialmente el Archivo de Televisión americana en 1997 bajo el liderazgo de Rosen y Sarnoff.
Miles de las horas de entrevistas históricas han sido completadas con 850 leyendas de televisión. Entrevistas de vídeo completas, actualmente en línea incluyendo a actores como Alan Alda, Richard Crenna, Barbara Eden, Jonathan Inviernos, Ossie Davis, Michael J. Fox, Dick Van Dyke, Dick Clark, Florence Henderson, Andy Griffith, Bob Newhart, Julia Niño, William Shatner, Carl Reiner, escritor y productores como Norman Lear, Sherwood Schwartz, Steven Bochco,  y Dick Lobo, leyendas de informativos como Walter Cronkite, Ed Bradley, Robert MacNeil, Jim McKay, Mike Wallace y David Brinkley, y ejecutivos también comoFred Silverman, Leonard Goldenson, Bea Arthur, Roger Ebert y Ted Turner.
Los fundadores Jerry Petry y Emeritus Thomas W. Sarnoff lideran el día a día del Archivo. Personal de archivo, profesores, estudiantes y periodistas de alrededor de todo país , dedican su tiempo para ver estas entrevistas. La Fundación emplea un personal reducido, quiénes preparan todo sobre las búsquedas y cuestiones por adelantado. El equipo local de vídeo fotografía cada entrevista.